# Brie (pho mát)
Brie (/briː/; tiếng Pháp: [bʁi]) là một loại pho mát sữa bò mềm được đặt tên theo Brie, vùng tại Pháp nơi nó xuất xứ (gần tương ứng với département (vùng) Seine-et-Marne ngày nay). Nó có màu nhạt cùng với màu hơi xám ở dưới phần vỏ mốc trắng. Phần vỏ này có thể ăn được, vị của nó phụ thuộc nhiều vào nguyên liệu được sử dụng và môi trường sản xuất. Nó giống với Camembert, một món có xuất xứ từ một vùng khác tại Pháp.

## Sản xuất

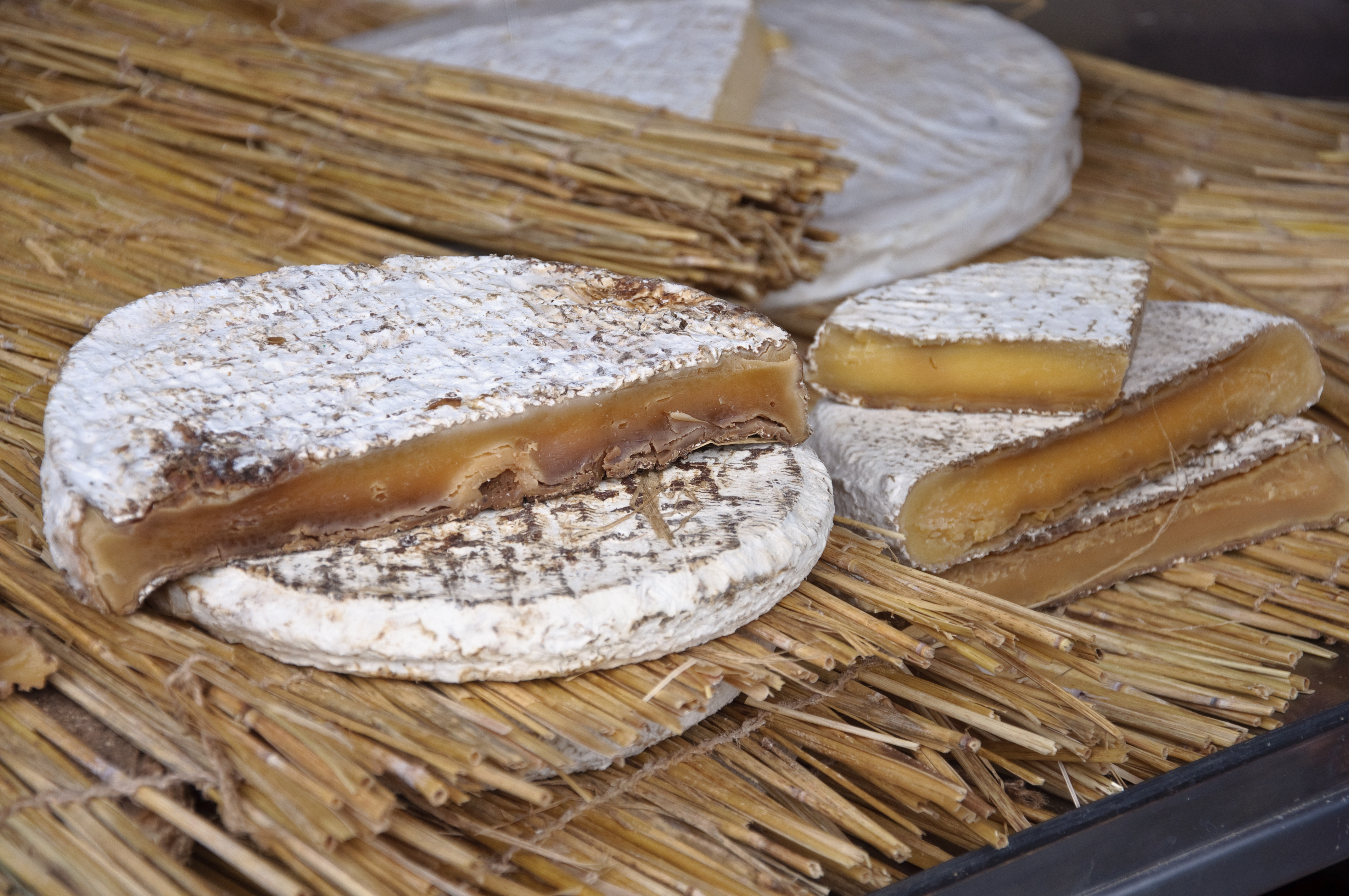
Brie noir

Brie có thể được làm từ sữa nguyên kem hoặc ít béo. Phần sữa đông được tạo thành bằng cách thêm enzyme rennet vào sữa tươi sống và làm nóng đến nhiệt độ tối đa 37 °C (99 °F). Pho mát sau đó được đúc thành khuôn, đôi khi với một cái muôi đục lỗ truyền thống được gọi là pelle à brie. Phần khuôn 20 cm (8 in) được làm đầy với một vài lớp pho mát và để khô khoảng 18 tiếng. Phô mai sau đó được lấy ra khỏi khuôn, làm mặn, được cấy vi khuẩn phô mai (Penicillium candidum, Penicillium camemberti) hoặc Brevibacterium linens, và ủ trong môi trường được kiểm soát ít nhất 4 hoặc 5 tuần.
Nếu ủ chín già hơn, thường là vài tháng đến 1 năm, pho mát có mùi vị mạnh hơn, khô hơn và tối hơn, phần vỏ cũng tối hơn và nứt vụn, và nó được gọi là Brie Noir (tiếng Pháp của "brie đen"). Tại vùng Île-de-France nơi brie được làm ra, mọi người thích ngâm nó trong café au lait và ăn vào bữa sáng.
Brie chín quá có chứa lượng lớn amonia gây khó chịu, được tạo ra bởi chính vi sinh vật cần có để làm chín nó.
Một số loại brie được xông khói.

## Dinh dưỡng
Mỗi 30 gam brie chứa 101 ca-lo (420 kJ) và 8,4 gam chất béo, trong đó 5,2 gam là chất béo bão hòa. Brie cũng là một nguồn protein; một miếng brie có thể cung cấp 5 đến 6 gam protein. Brie chứa nhiều cả vitamin B12 và vitamin B2.

## Bảo quản
Brie được coi là pho mát mềm, không giống như Camembert và Cirrus. Loại pho mát đặc biệt này rất béo và nhiều kem, không giống như Cheddar. Sự mềm mại này cho phép vi khuẩn phát triển nhanh chóng nếu pho mát không được bảo quản đúng cách. Người ta khuyến cáo rằng phô mai brie nên được giữ lạnh ngay lập tức sau khi mua, và được bảo quản trong tủ lạnh cho đến khi nó được tiêu thụ hoàn toàn. Nhiệt độ lưu trữ tối ưu đối với brie là 4 °C (39 °F) hoặc thấp hơn nữa. Phô mai nên được giữ trong hộp kín hoặc bọc bằng nhựa để tránh bị ẩm và vi khuẩn gây hại cho thực phẩm sẽ làm giảm thời hạn sử dụng và độ tươi của sản phẩm. Các công ty sản xuất pho mát này thường khuyên rằng pho mát của chúng được tiêu thụ trước ngày hạn sử dụng tốt nhất và không quá một tuần sau đó. Mặc dù pho mát vẫn có thể được tiêu thụ tại thời điểm này, chất lượng của pho mát được cho là giảm đáng kể. Trong trường hợp mốc xanh dường như đang phát triển trên pho mát, nó không thể được tiêu thụ nữa và phải được loại bỏ ngay lập tức để ngăn ngừa bệnh do thực phẩm gây ra. Không nên cắt phần hỏng để tiếp tục tiêu thụ vì có nhiều nguy cơ bào tử nấm mốc đã lan ra khắp toàn bộ miếng pho mát.